# Shake It
A Shake It (magyarul: Rázzad) című dal volt a 2004-es Eurovíziós Dalfesztiválon Görögországot képviselő dal, melyet Szákisz Ruvász adott elő angol nyelven.

## Az Eurovíziós Dalfesztivál
A dalt nemzeti döntő nélkül választották ki, Ruvászt a görög tévé kérte fel a feladatra. A hagyományos görög hangszereket is megszólaltató dal gyors tempójú, szövegében az énekes arra kéri szerelmét, hogy táncoljon neki.
Mivel Görögország az előző évben nem végzett az első tízben, a dalt először az elődöntőben adták elő. A május 12-én rendezett elődöntőben a fellépési sorrendben tizedikként adták elő, a monacói Märyon Notre planète című dala után, és az ukrán Ruszlana Wild Dances című dala előtt. A szavazás során kétszázharmincnyolc pontot szerzett, mely a harmadik helyet érte a huszonkét fős mezőnyben, így továbbjutott a döntőbe.
A május 15-én rendezett döntőben a fellépési sorrendben tizenhatodikként adták elő, a macedón Tose Proeszki Life című dala után, és az izlandi Jónsi Heaven című dala előtt. A szavazás során kétszázötvenkettő pontot szerzett, mely a harmadik helyet érte a huszonnégy fős mezőnyben.
A következő görög induló Élena Paparízu My Number One című dala volt a 2005-ös Eurovíziós Dalfesztiválon.

## Slágerlistás helyezések
| Slágerlisták (2004) | Lh.* |
| ------------------- | ---- |
| Görögország         | 1    |
| Svédország          | 32   |

*Lh. = Legjobb helyezés.